# Феррара, Андреа (оружейник)
Андре́а Ферра́ра (итал. Andrea Ferrara) или Андреа де Ферарра; ок. 1530, селение Фонцазо, Венецианская Республика — 21 апреля 1612) — итальянский мастер оружейник, занимался производством мечей.

## Биография

Кавказская сабля, на клинке гравировка Andrea Ferrara, 1550—1600 гг. Из собрания музея Ливрусткаммарен, Стокгольм, Швеция

Андреа Феррара родился около 1530 года в семье оружейника Пьетро.
Известно, что Андреа работал в кузницах Фистерре вместе со своим братом Зандонато, начиная с 1566 года.
В 1569 году они основали пятилетнюю компанию, и Зандонато переехал в Сачиле, в кузницу кавалера Вандо.
5 декабря 1578 года братья Феррара подписали соглашение с «Джованни Бруном английским джентильхуомо ди Лондра (то есть джентльменом из Лондона) и синьором Ланчилото Ролансоне де Лондра, живущим в Венеции» на поставку 72 000 мечей, которые должны быть изготовлены в течение десяти лет.
В 1583 году братья купили Бузигель, древнюю кузницу, ныне лежащую в руинах, которая вошла в историю как место их производства. В действительности кузница располагалась южнее, недалеко от Борго Пьяве, в месте слияния Ардо с Пьяве.
Согласно Вальтеру Скотту, Феррара был приглашён ко двору Якова IV в Шотландии, чтобы научить шотландцев изготовлению стальных мечей. Вальтер Скотт также отмечает, что имя Андреа де Феррара было выгравировано «на всех самых ценных шотландских мечах».
Метод его изготовления до сих пор неизвестен, но предполагается, что мечи были изготовлены путём интерламинирования, процесса сварки лезвия с чередующимися слоями железа и стали. Его оружие было известно своей чрезвычайной гибкостью. Говорят, что сам Феррара всегда носил с собой меч, свёрнутый в кольцо и вложенный в боннет (шотландский берет). Лезвия редко ломались, даже под действием огромной силы и при нанесении горизонтальных ударов.
Согласно некоторым источникам, имя Андреа Феррара упоминается как Андреа де Феррари из Беллуно, по другим данным — Эндрю Феррара или Ферриера из Арброта.
Его слава была настолько велика, что даже в течение следующих ста лет, вплоть до 1700 года, в Англии выражение «Андреа Феррара» было синонимом меча (вместе со шпагой). Он умер в 1612 году.

## Семья
Он женился дважды: в 1563 году на Франческине Чезе и в 1580 году на Фьямметте Каваларо. У него было трое детей от первого брака и несколько от второго.